# Борисфен (баскетбольный клуб)
Баскетбольный клуб «Борисфен» (бел. Баскетбольны клуб «Барысфен») — белорусский баскетбольный клуб, базирующийся в Могилеве. Выступает в Чемпионате Беларуси, Кубке Беларуси. Ранее клуб выступал в Балтийской баскетбольный лиге, Евразийской лиге и в Европейской Северной баскетбольной лиге до момента приостановки участия.

## История
Клуб был основан 3 сентября 2010 года. Клуб был создан после расформирования БК «Темп-ОШВСМ». В 2011 году «Борисфен» в течение одного сезона выступал во Второй лиге Беларуси.
В сезоне 2016-17 «Борисфен» дебютировал в Балтийской баскетбольной лиге, однако успехов не получил. В республиканских чемпионатах 2018 и 2019 годах «Борисфен» занял второе место, уступив БК «Цмоки-Минск» . В сезоне 2019-20 «Борисфен» дебютировал в еврокубках, сыграв в отборочных раундах Кубка Европы ФИБА . Команда проиграла БК «Днепр».
«Борисфен» квалифицировался в регулярный сезон Кубка ФИБА-Европа 2020-21, однако в связи с обнаружением COVID-19 у одного из членов делегации команда не смогла принять участие в играх и была отправлена на карантин.
В 2021 году в четвёртом матче финальной серии БК «Борисфен» уступил БК «Цмоки-Минск» со счетом 52:85. Так, БК «Борисфен» — четырёхкратный вице-чемпион чемпионата Беларуси по баскетболу. Также 16 июля стало известно, что команду покинули несколько игроков, а именно: Дюпри МакБрайер, Дарол Эрнандес-Зиненко, Тивайн МакКи, Брукс ДеБишоп и Антон Зарецкий.
В сезоне 2021/2022 клуб планировал выступить в недавно сформированной Европейской Северной лиге, где соперниками также будут: БК Анвил, БК Брно, БК Лиепая, Енисей, БК Шяуляй, Tartu Ulikool Maks and Moorits и БК Валмиера. Европейская Северная баскетбольная лига исключила БК «Борисфен» и БК «Енисей» из соревнований с 1 марта 2022 года из-за вторжения России на Украину.
В сезоне 2023/2024 клуб стал обладателем Кубка Беларуси, обыграв в полуфинале в третьем овертайме БК «Минск» (108:102) и в финале БК «Гродно-93» (83:75). Это первый кубок в истории Борисфена. Однако в полуфинале плей-офф Чемпионата Беларуси уступил «Гродно-93» (1:3 в серии), и занял третье место по итогам Чемпионата, обыграв БК «Рубон» (3:0 в серии).
В сезоне 2024/2025 клуб занял 3-е место в Кубке Беларуси, уступил в полуфинале БК «Минск» (75:69), и обыграв Рубон (98:75). Борисфен третий раз за свою историю получил бронзовые медали Кубка. По итогам регулярного сезона, заняв третье место, "Борисфен" уверенно обыграл «Гродно-93-ГрГУ» в 1/4 финала плей-офф (2:0 в серии), однако потерпел поражение от БК «Минск» (0:3 в серии) и, доведя серию за 3-е место до 5-го матча, уступил БК «Рубон» (2:3 в серии). Таким образом, БК «Борисфен» занял итоговое четвёртое место и впервые за 10 лет не оказался в призовой тройке.
Перед сезоном 2025/2026 команда лишилась как легионеров (Пи Джей Бёрд, Абу Гбане), как ключевых игроков (Артём Кузьмин, Кирилл Ситник), так и "ветеранов" (Андрей Агеенко, Артём Мальков, Александр Копачёв). Однако, команда подписала Кирилла Шишловского (из "Импульс-БГУИР"), Вадима Федькина ("Чебоксарские Ястребы", Российская Высшая лига), Ивана Аладко и Владислава Микульского (оба из "Гродно-93").

## Европейские выступления
| Сезон   | Соревнование      | Этап             | Клуб           | Дома              | На выезде         |  |
| ------- | ----------------- | ---------------- | -------------- | ----------------- | ----------------- |  |
| 2019-20 | Кубок Европы ФИБА | Отборочный раунд | Днепр          | 76-101            | 81-71             |  |
| 2020-21 | Кубок Европы ФИБА | Регулярный сезон | Донар          | Не принял участие | Не принял участие |  |
| 2020-21 | Кубок Европы ФИБА | Регулярный сезон | Хирос Ден Босх | Не принял участие | Не принял участие |  |
| 2020-21 | Кубок Европы ФИБА | Регулярный сезон | Парма          | Не принял участие | Не принял участие |  |

## Достижения
| Гистограмма мест команды по итогам Чемпионата Республики Беларусь (Высшая лига) |
|                                                                                 |

|                                  | Чемпион | Серебряный призёр                                     | Бронзовый призёр                                      |
| -------------------------------- | ------- | ----------------------------------------------------- | ----------------------------------------------------- |
| Чемпионат Беларуси по баскетболу |         | 2017/2018, 2018/2019, 2019/2020, 2020/2021, 2021/2022 | 2014/2015, 2015/2016, 2016/2017, 2022/2023, 2023/2024 |
| Кубок Беларуси по баскетболу     | 2023    | 2015, 2017, 2018, 2019, 2020                          | 2021, 2022, 2024                                      |
| Евразийская лига                 |         |                                                       | 2019/2020                                             |

## Игроки

### Текущий состав
Источник
| \| Поз. \| № \| Гражд. \| Имя \| Дата рождения (возраст) \| Рост \| Вес \| Звание \| \| ---- \| -- \| ------ \| -------------------- \| ------------------------ \| ------ \| ------ \| ------ \| \| АЗ \| 2 \| \| Даниил Горбачевский \| 3 июля 2003 (22 года) \| 192 см \| \| \| \| РЗ \| 6 \| \| Владислав Швакель \| 3 мая 2000 (25 лет) \| 180 см \| \| \| \| ТФ \| 7 \| \| Артём Секушенко \| 6 июля 2002 (23 года) \| 200 см \| 100 кг \| \| \| ЛФ \| 10 \| \| Артём Пучко \| 23 мая 2006 (19 лет) \| 193 см \| 81 кг \| \| \| Ц \| 35 \| \| Никита Щурат \| 1 марта 2003 (22 года) \| 209 см \| 110 кг \| \| \| АЗ \| 41 \| \| Антон Щурко \| 3 марта 1997 (28 лет) \| 188 см \| \| \| \| ЛФ \| \| \| Кирилл Шишловский \| 22 июня 2005 (20 лет) \| 199 см \| \| \| \| ЛФ \| \| \| Вадим Федькин \| 30 апреля 2001 (24 года) \| 207 см \| 77 кг \| \| \| АЗ \| \| \| Иван Аладко \| 9 февраля 1995 (30 лет) \| 190 см \| 85 кг \| \| \| АЗ \| \| \| Владислав Микульский \| 11 апреля 1998 (27 лет) \| 193 см \| \| \| | Главный тренер - Андрей Кривонос Ассистенты тренера - Александр Гуляев - Денис Пастухов (старший тренер) Легенда - (К) — Капитан команды Последнее изменение: 11 августа 2025 года |               |                      |                          |        |        |        |
| Поз. | № | Гражд.        | Имя                  | Дата рождения (возраст)  | Рост   | Вес    | Звание |
| АЗ | 2 | Флаг Беларуси | Даниил Горбачевский  | 3 июля 2003 (22 года)    | 192 см |        |        |
| РЗ | 6 | Флаг Беларуси | Владислав Швакель    | 3 мая 2000 (25 лет)      | 180 см |        |        |
| ТФ | 7 | Флаг Беларуси | Артём Секушенко      | 6 июля 2002 (23 года)    | 200 см | 100 кг |        |
| ЛФ | 10 | Флаг Беларуси | Артём Пучко          | 23 мая 2006 (19 лет)     | 193 см | 81 кг  |        |
| Ц | 35 | Флаг России   | Никита Щурат         | 1 марта 2003 (22 года)   | 209 см | 110 кг |        |
| АЗ | 41 | Флаг Беларуси | Антон Щурко          | 3 марта 1997 (28 лет)    | 188 см |        |        |
| ЛФ | | Флаг Беларуси | Кирилл Шишловский    | 22 июня 2005 (20 лет)    | 199 см |        |        |
| ЛФ | | Флаг России   | Вадим Федькин        | 30 апреля 2001 (24 года) | 207 см | 77 кг  |        |
| АЗ | | Флаг Беларуси | Иван Аладко          | 9 февраля 1995 (30 лет)  | 190 см | 85 кг  |        |
| АЗ | | Флаг Беларуси | Владислав Микульский | 11 апреля 1998 (27 лет)  | 193 см |        |        |